# SC Freising
Der SC Freising ist mit mehr als 1.000 Mitgliedern einer der Traditionsvereine in Freising.

## Abteilungen

### Handball
Die Handballer des SC Freising sind seit 2014 in der Spielgemeinschaft „HSG Freising-Neufahrn“ organisiert und tragen ihre Heimspiele in der Freisinger Luitpoldhalle aus. Die bisher größten Erfolge der Handballabteilung waren der Aufstieg in die viertklassige Bayernliga und die nord- und südbayerischen Landesligameisterschaften. Die HSG nimmt aktuell mit zwei Damenteams, drei Herrenmannschaften und vier Nachwuchsmannschaften am Spielbetrieb des „Bayerischen Handballverbandes“ (BHV) teil. Das Damenteam spielt nach dem Abstieg aus der Bayernliga aktuell in der Landesliga Süd und die erste Herrenmannschaft in der altbayerischen Bezirksoberliga.

#### Erfolge
| Frauen - Aufstieg in die Bayernliga (4. Liga) 2016, 2018 - Nordbayerischer Landesligameister 2018 - Südbayerischer Landesliga-Vizemeister 2016 - Südbayerischer Landesliga-Vizemeister 2013 - Altbayerischer Meister und Aufstieg in die BLL | Männer - Bayernliga 3. Platz 1993 (4. Liga) - Aufstieg in die Bayernliga 1989, 2004, 2008 - Südbayerischer Landesligameister 1989, 2004, 2008 - Aufstieg in die Bayerische-Landesliga 2012, 2019 - Altbayerischer Meister 2012, 2019 |

### Volleyball
In den 1970ern noch in der zweiten Bundesliga aktiv, waren die Volleyball-Männer des SC Freising zwischenzeitlich wieder in der dritten Liga angekommen. 2016 stieg die erste Herrenmannschaft jedoch wieder in die Regionalliga ab. Mit je drei Frauen- und Männermannschaften sowie zahlreichen Jugendmannschaften ist die Volleyballabteilung eine der mitgliedsstärksten Abteilungen beim SC Freising. Die Heimspiele werden in der Hauptschule im Lerchenfeld in der Moosstraße ausgetragen.

## Anlagen
Die Vereinsanlage auf dem Luitpoldgelände beherbergt sowohl das Vereinsheim als auch zahlreiche Sportanlagen (Tennis, Fußball, Basketball, Beachvolleyball, Beachhandball).